# Nepalgunj
Nepalganj (Nepalees: नेपालगञ्ज, Engels: Nepalgunj) is een stad (Engels: municipality; Nepalees: nagarpalika) in het zuidwesten van Nepal, en tevens de hoofdstad van het district Banke. De stad telde bij de volkstelling in 2011 72.503 inwoners.